# Henry Oyen
Henry Oyen, znany także jako Olaf Henry Oyen (ur. 28 listopada 1882 w Christianii, zm. 23 października 1921 w Forest Hills, Nowy Jork) – amerykański pisarz pochodzenia norweskiego, autor licznych powieści sensacyjno-przygodowych; szczególnie popularny w Polsce w okresie międzywojennym.
Gdy miał dwa lata, jego rodzina przeniosła się do Stanów Zjednoczonych, gdzie zamieszkali w miejscowości Waupaca. W wieku lat szesnastu wyjechał do Chicago, gdzie podjął pracę. W wolnym czasie pisywał krótkie opowiadania, dzięki którym zwrócił na siebie uwagę Chicago Tribune, w którym wkrótce znalazł pracę jako reporter niedzielny. Napisał scenariusze do kilku filmów we wczesnych latach XX wieku.
Zmarł młodo (w wieku trzydziestu dziewięciu lat) i został pochowany na lokalnym cmentarzu w Waupaca.

## Wybrane utwory
(w kolejności alfabetycznej)
- Kręte ścieżki
- Nafta zwyżkuje
- Pirat z Florydy
- Poszukiwacze płynnego złota
- Prawo pięści
- Syn ziemi
- Władca puszczy
- Złoto Kanady[6][7][8]